# Саїнтамарату-01
Грама Ніладхарі Саїнтамарату-01 (№ KP/53) — Грама Ніладхарі підрозділу ОС Саїнтамарату, округ Ампара, Східна провінція, Шрі-Ланка.

## Демографія
| Населення (2007) | Населення (2007) | Населення (2007) | Населення (2007) | Населення (2007) |
| Населення        | Чоловіки         | Жінки            | Діти             | Дорослі          |
| ---------------- | ---------------- | ---------------- | ---------------- | ---------------- |
| 1833             | 888              | 945              | 653              | 1180             |